# Трамбалл (округ, Огайо)
Шаблон:StateAbbr_ 41°19′ пн. ш. 80°46′ зх. д. / 41.32° пн. ш. 80.76° зх. д.
Округ  Трамбалл (англ. Trumbull County) — округ (графство) у штаті  Огайо, США. Ідентифікатор округу 39155.

## Історія
Округ утворений 1800 року.

## Демографія
За даними перепису 
2000 року 
загальне населення округу становило 225116 осіб, зокрема міського населення було 165282, а сільського — 59834.
Серед мешканців округу чоловіків було 108969, а жінок — 116147. В окрузі було 89020 домогосподарств, 61648 родин, які мешкали в 95117 будинках.
Середній розмір родини становив 3,02.
Віковий розподіл населення поданий у таблиці:
| Стать    | До 15 років | 15-21 | 22-29 | 30-39 | 40-49 | 50-65 | 65-85 | Понад 85 |
| -------- | ----------- | ----- | ----- | ----- | ----- | ----- | ----- | -------- |
| Чоловіки | 23104       | 10217 | 10251 | 15082 | 17144 | 18724 | 13358 | 1089     |
| Жінки    | 22071       | 9808  | 9896  | 15495 | 17803 | 20083 | 18297 | 2694     |

## Суміжні округи
- Ештабула — північ
- Кроуфорд, Пенсільванія — північний схід
- Мерсер, Пенсільванія — схід
- Магонінґ — південь
- Портадж — південний захід
- Ґоґа — північний захід

## Виноски
1. ↑  U.S. Decennial Census. United States Census Bureau. Архів оригіналу за 26 квітня 2015. Процитовано 11 лютого 2015.
2. ↑  Historical Census Browser. University of Virginia Library. Архів оригіналу за 11 серпня 2012. Процитовано 11 лютого 2015.
3. ↑  Forstall, Richard L., ред. (27 березня 1995). Population of Counties by Decennial Census: 1900 to 1990. United States Census Bureau. Процитовано 11 лютого 2015.
4. ↑  Census 2000 PHC-T-4. Ranking Tables for Counties: 1990 and 2000 (PDF). United States Census Bureau. 2 квітня 2001. Процитовано 11 лютого 2015.
5. ↑  State & County QuickFacts. United States Census Bureau. Архів оригіналу за 6 червня 2011. Процитовано 11 лютого 2015. [Архівовано 2011-06-06 у Wayback Machine.](англ.) Наведено за англійською вікіпедією.
6. ↑  American FactFinder. Бюро перепису населення США. Архів оригіналу за 26 лютого 2012. Процитовано 31 січня 2008. [Архівовано 2008-05-21 у Wayback Machine.]

| США | Це незавершена стаття з географії США. Ви можете допомогти проєкту, виправивши або дописавши її. |